# Tinea enchytopa
Tinea enchytopa är en fjärilsart som beskrevs av Edward Meyrick 1931. Tinea enchytopa ingår i släktet Tinea och familjen äkta malar. Inga underarter finns listade i Catalogue of Life.